# 谷脇理史
谷脇 理史（たにわき まさちか、1939年11月24日 - 2009年8月28日）は、日本の日本近世文学研究者。学位は、文学博士（早稲田大学・論文博士・1983年）（学位論文「西鶴研究序説」）。筑波大学教授・早稲田大学教授を歴任。

## 人物
群馬県館林市生まれ。1962年早稲田大学第一文学部国文学専修卒業、1968年同大学院博士課程単位取得満期退学。同年跡見学園女子大学専任講師、のち助教授、1976年筑波大学助教授、のち教授、1983年「西鶴研究序説」で早稲田大学より文学博士の学位を取得、1990年、早稲田大学文学部教授。のち文学学術院教授。2009年、胆嚢癌により定年前に死去した。
井原西鶴の作品をはじめとした近世文芸を研究した。特に、西鶴作品を草稿段階までさかのぼろうと試みる草稿成立論や、当時の出版規制へのカムフラージュを重要視する姿勢は、後の西鶴研究に大きな影響を与え、「谷脇西鶴」と称された。
中野三敏は「酔うと完全にグデングデンになる迄呑まないと駄目という風で、デカいわりに身体が軟らかく、呑み屋の鴨居まで足が上るというのが得意で、誰彼かまわず競争してひっくり返り、そのまま御開きということがしばしばで、それが早死の原因だったのかもしれない。人の良い秀才がいうのがあるとすれば、その典型的な人物であったように思う」と評している。

## 著書
- 『西鶴研究序説』新典社 1981
- 『西鶴研究論攷』新典社 1981
- 『元禄文化西鶴の世界』教育社歴史新書 1982
- 『井原西鶴 浮世の認識者』新典社（日本の作家）1987
- 『笑いのこころ 古典の楽しみ』筑摩書房 1993
- 『西鶴 研究と批評』若草書房（近世文学研究叢書）1995
- 『江戸のこころ 浮世と人と文学と』新典社 1998
- 『近世文芸への視座 西鶴を軸として』新典社 1999
- 『『好色一代女』の面白さ・可笑しさ（西鶴を楽しむ 1）』清文堂出版 2003
- 『経済小説の原点『日本永代蔵』（西鶴を楽しむ 2）』清文堂出版 2004
- 『創作した手紙『万の文反古』（西鶴を楽しむ 3）』清文堂出版 2004
- 『『日本永代蔵』成立論談義 回想・批判・展望（西鶴を楽しむ 別巻1）』清文堂出版 2006

### 編著・共編著・校訂
- 『日本古典文学全集　井原西鶴集 3』神保五彌、暉峻康隆と校注・訳 小学館 1972
- 『年表資料近世文学史』松崎仁、白石悌三共編 笠間書院 1977
- 『西鶴物語 自由奔放な西鶴文学の全貌』浅野晃共編 有斐閣ブックス 1978
- 『新日本古典文学大系 77 武道伝来記・西鶴置土産・万の文反古・西鶴名残の友』井原西鶴 岩波書店 1989
- 『井原西鶴（新潮古典文学アルバム）』吉行淳之介共著 新潮社 1991
- 『講座元禄の文学』全5巻 浅野晃,宗政五十緒,雲英末雄,原道生共編 勉誠社 1992-93
- 『西鶴を学ぶ人のために』西島孜哉共編 世界思想社 1993
- 『西鶴必携』 学燈社 1993
- 『西鶴事典』江本裕共編 おうふう 1996
- 『新編日本古典文学全集 64 仮名草子集』岡雅彦、井上和人と校注・訳 小学館 1999
- 『西鶴のおもしろさ 名篇を読む』江本裕共著 勉誠出版・新書 2001
- 『好色五人女 現代語訳付き』角川ソフィア文庫、2008

## 論文
- 谷脇理史